# 野波罗蜜
野波罗蜜（学名：Artocarpus lacucha）又可稱野菠蘿蜜、猴面果、拉哥加樹为桑科波罗蜜属下的一个种。原生于亚洲热带地区。

## 分布
本种原生于南亚、华南到东南亚一带，包括安达曼群岛、阿萨姆邦、孟加拉、婆罗洲、华中、华南、喜马拉雅东部及西部、印度、寮国、马来亚、马鲁古、缅甸、尼泊尔、新几内亚、菲律宾、所罗门群岛、苏拉威西、苏门答腊、泰国及越南。
- 果實